# はじまりのうたが聴こえる
「はじまりのうたが聴こえる」（はじまりのうたがきこえる）は、華原朋美の通算28枚目のシングル。表題曲は小室哲哉が16年半ぶりに楽曲提供した。2015年5月20日にユニバーサルJより発売。

## 概要
- 前作「夢やぶれて」より2年ぶりとなり、オリジナルシングルとしては2006年の「あのさよならにさよならを」以来、9年ぶりのリリース。(シングルでは復帰第2弾。)
- 表題曲は、小室哲哉が1998年リリースの『nine cubes』（シングルでは「daily news」）以来、16年半ぶりに楽曲提供した。サウンドプロデュースは引き続き武部聡志が担当しているので小室哲哉プロデュースではない。キャッチコピーは、“デビュー20年目の奇跡。ここからはじまる、新たな旅立ちのうた”。楽曲は2014年のクリスマスに華原の手元へ届けられた[2]。当初は、小室に作詞・作曲・コーラスをしてもらうように希望していたが、スタッフの“過去の出来事を振り返って、今書けることがあるのでは”というアドバイスにより、自身が作詞を担当した[3]。
- タイアップとして、2005年の「涙の続き」以来、10年ぶりに『水曜ミステリー9』エンディングテーマに起用された。

- 翌月にリリースされた華原朋美20周年記念ベストアルバムにも収録されており、実質的には先行シングルとなる。
- 2015年6月14日のNHKのど自慢にてこの曲を歌唱した。なお、同番組への出演は2006年10月1日の出演以来8年8か月ぶりである。

- カップリングには、ファンへの感謝の気持ちを歌った「Dear Friend」を収録。本人が監督・撮影・編集を手がけたPVが20周年ライブで披露された。
- 売上枚数は3334枚。

## 収録曲
| 全編曲: 武部聡志。 |                                             |                      |            |       |
| #                  | タイトル                                    | 作詞                 | 作曲       | 時間  |
| 1.                 | 「はじまりのうたが聴こえる」                | 華原朋美             | 小室哲哉   | 5:06  |
| 2.                 | 「Dear Friend」                             | 華原朋美、高木洋一郎 | 高木洋一郎 | 5:40  |
| 3.                 | 「はじまりのうたが聴こえる (Instrumental)」 |                      |            | 5:06  |
| 4.                 | 「Dear Friend (Instrumental)」              |                      |            | 5:36  |
| 合計時間:          | 合計時間:                                   | 合計時間:            | 合計時間:  | 21:30 |

### 初回限定盤DVD
「はじまりのうたが聴こえる」Visual Making Film

## タイアップ
- テレビ東京系『水曜ミステリー9』エンディングテーマ（2015年4月〜）